# La Roche-sur-Grane
La Roche-sur-Grane é uma comuna francesa na região administrativa de Auvérnia-Ródano-Alpes, no departamento de Drôme. Estende-se por uma área de 12,23 km². Em 2010 a comuna tinha 172 habitantes (densidade: 14,1 hab./km²).